# Tour du Guet

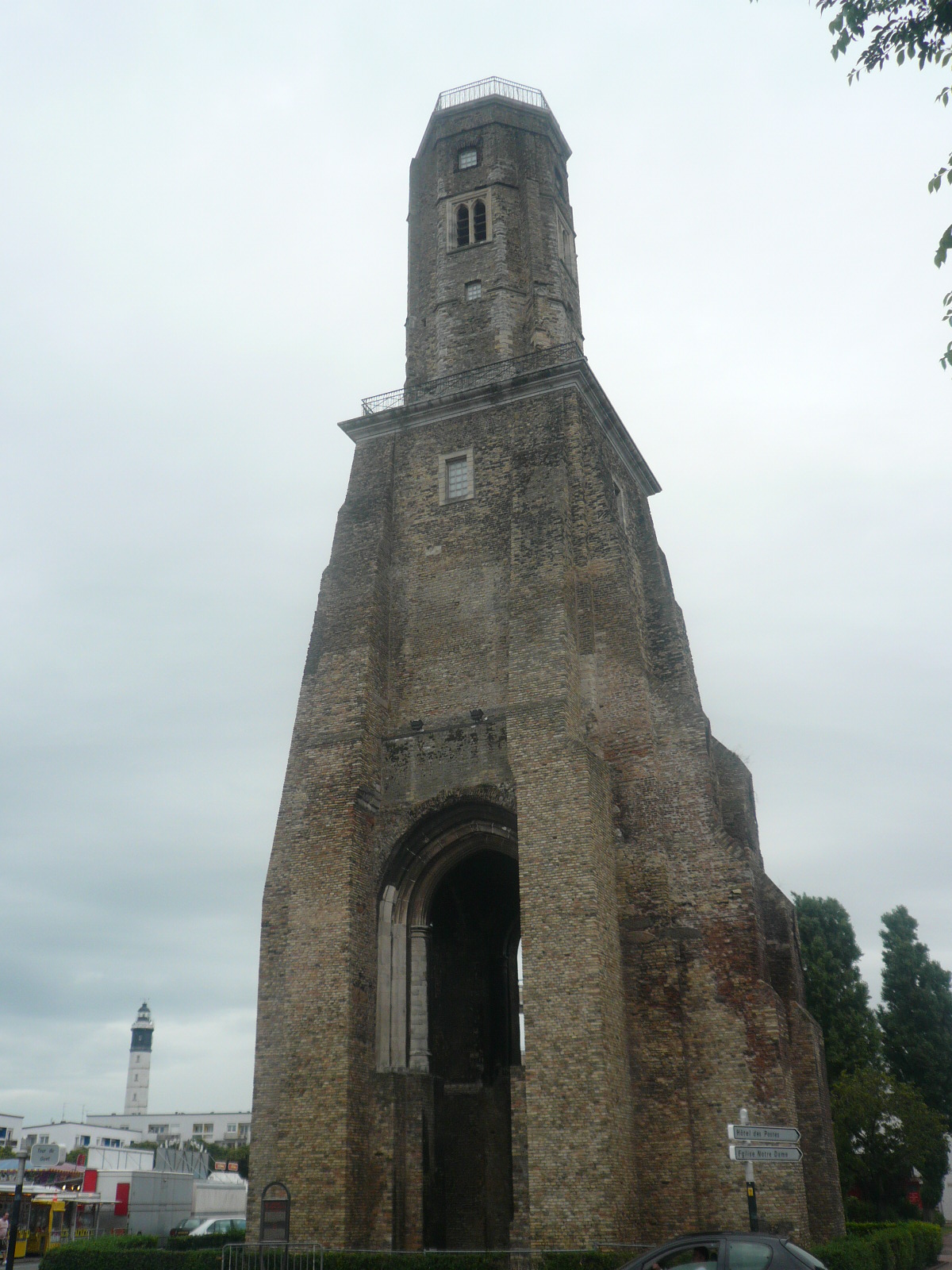
De Tour du Guet

De Tour du Guet (Frans voor toren van de wacht) is een dertiende-eeuwse wachttoren in de Franse stad Calais en het oudste monument van die plaats. Volgens de plaatselijke overlevering zou hij als vuurtoren gebouwd zijn door Karel de Grote. Het is echter waarschijnlijker dat de toren rond 1224 werd gebouwd door Filips Hurepel, die in de stad versterkingen liet optrekken. In 1580 leed de toren aanzienlijke schade als gevolg van een aardbeving en in 1696 door een beschieting door de Engelse vloot. In de eerste helft van de negentiende eeuw deed de Tour du Guet dienst als vuurtoren.
De toren is 39 m hoog en staat aan de Place d'Armes in het centrum van de stad. Hij heeft een officiële status als monument historique, met de classificatie vuurtoren. Hij kan niet worden bezocht.